# Vojtěch Rödl
Vojtěch Rödl (1º aprile 1949) è un matematico ceco naturalizzato statunitense.

## Biografia
Nel 1976 conseguì il dottorato alla Carolina University di Praga con la supervisione di Zdeněk Hedrlín. I suoi contributi più rilevanti furono le ricerche sulla teoria di Ramsey condotte con Jaroslav Nešetřil, la dimostrazione della congettura di Erdős e Hanani sull'impacchettamento degli ipergrafi, lo sviluppo del lemma di regolarità degli ipergrafi, insieme a Brendan Nagle, Mathias Schacht e Jozef Skokan. Quest'ultimo risultato fu raggiunto in modo indipendente anche da Timothy Gowers.
Nel 2012, Rödl e il suo ex allievo Schacht ricevettero il Premio Pólya dalla Society for Industrial and Applied Mathematics per le ricerche inerenti alla regolarità degli ipergrafi.
È professore di matematica all'Università Emory di Atlanta, nella cattedra intitolata in onore di Samuel Candler Dobbs, presidente e amministratore delegato della Coca-Cola.

## Opere
- Jaroslav Nešetřil e Vojtěch Rödl, Mathematics of Ramsey Theory, Algorithms and Combinatorics, vol. 5, Springer, 1991, ISBN 0-387-18191-1.